# Halle Tony-Garnier
El Halle Tony-Garnier es una sala de conciertos ubicada en la ciudad de Lyon, Francia. Cuenta con una capacidad total para 17.000 personas.